# Giorgi Gogszelidze
Giorgi Gogszelidze, gruz. გიორგი გოგშელიძე (ur. 7 listopada 1979 w Gori) – rosyjski, a od 2006 roku gruziński zapaśnik walczący w stylu wolnym, dwukrotny brązowy medalista olimpijski, mistrz świata, mistrz Europy.
Srebrny medalista igrzysk olimpijskich w Pekinie w 2008 roku w kategorii do 96 kg. W 2012 powtórzył swój sukces w Londynie i ponownie zdobył olimpijski brąz w wadze 96 kg.
Czterokrotny medalista mistrzostw świata, mistrz w 2001 roku w Sofii w kategorii do 97 kg, zdobywca srebrnego medalu w 2006 roku i dwóch brązowych (2009, 2010) w kategorii do 96 kg.
Pięciokrotny brązowy medalista mistrzostw Europy, mistrz w 2008 roku w Tampere, zdobywca dwóch srebrnych medali (2001, 2010) i dwóch brązowych (2006, 2007).
Pierwszy w Pucharze Świata w 2002. Triumfator igrzysk wojskowych w 1999. Mistrz świata juniorów w 1988 i 1989 i Europy w 1999 roku.